# Бурятский академический театр драмы имени Хоца Намсараева

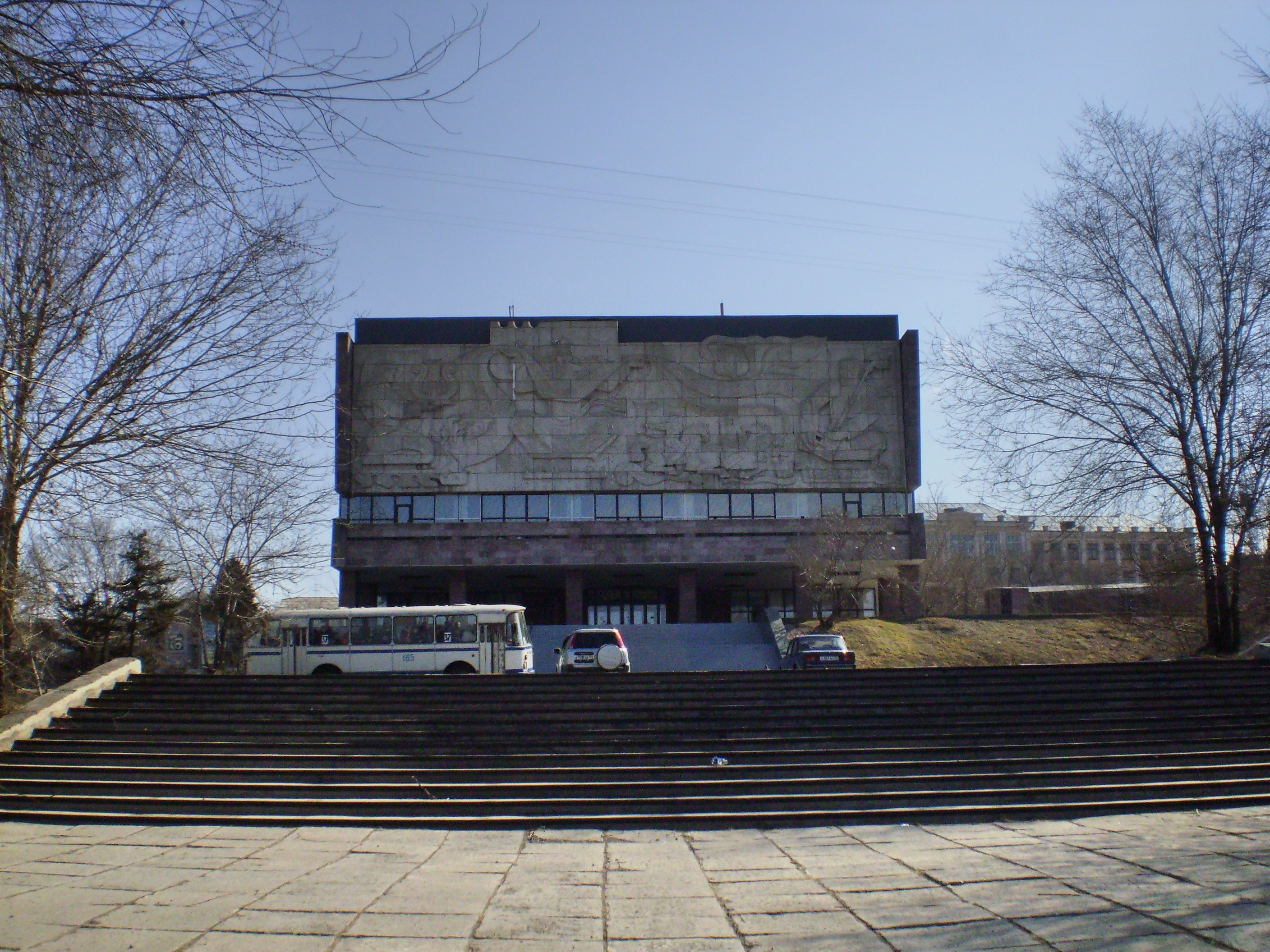
Здание театра до реконструкции 2011 года

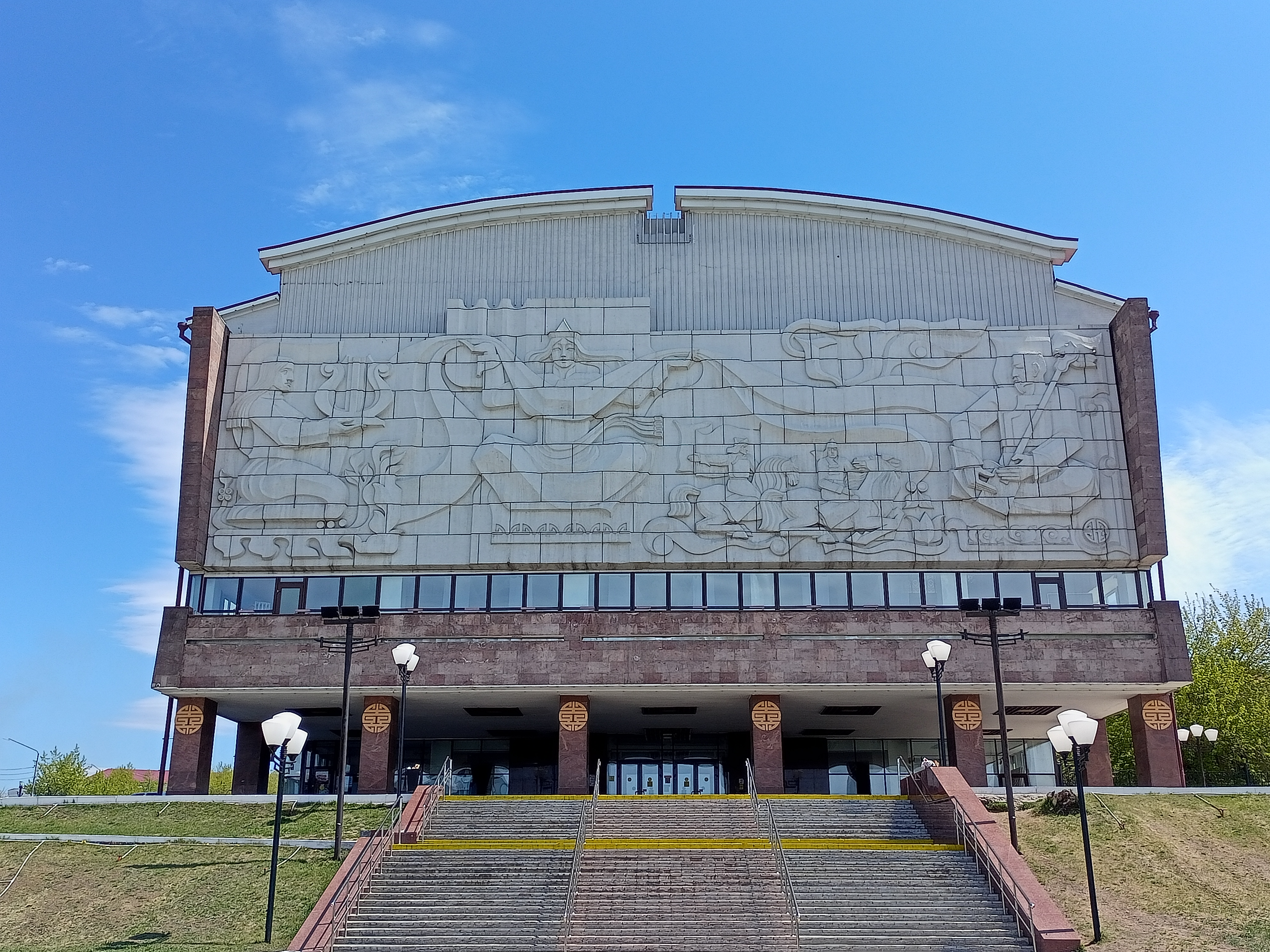
Здание театра в мае 2025 года

Государственный Буря́тский академи́ческий теа́тр дра́мы и́мени Хоца́ Намсара́ева (бур. Буряадай гүрэнэй Намсарайн Хусын нэрэмжэтэ академиин драмын театр) — старейший драматический театр Бурятии; ставит спектакли на бурятском и русском языках.

## История
Государственный Бурятский академический театр драмы был учреждён решением коллегии Наркомпроса Бурят-Монгольской АССР в июле 1932 года на основе уже тогда действующего театра. Первым директором и художественным руководителем стал заведующий театрального отделения техникума искусств режиссёр Михаил Хаптагаев. Открылся театр премьерой спектакля «Прорыв» Намжила Балдано. Неоценимую помощь в профессиональном воспитании бурятских артистов оказали Г. В. Брауэр, Е. Просветов, М. Святская, А. Миронский, В. Арбенин, А. Африканов и С. Бенкендорф.
В 1936 году в театре начали работать первые профессиональные бурятские режиссёры — выпускники ГИТИСа Гомбожап Цыдынжапов и Мария Шамбуева. Репертуар состоял из пьес первых бурятских драматургов: Сергея Балдаева, Иннокентия Дадуева, Хоца Намсараева, Аполлона Шадаева, классических произведений и пьес советских авторов: «Оюун Билик» Петра Дамбинова, «Тартюф» Жана Мольера, «Слуга двух господ» Карло Гольдони, «Платон Кречет» Александра Корнейчука, «Мэргэн» Аполлона Шадаева, «Один из многих» Намжила Балдано. Этапными спектаклями первых лет стали: «Сэсэгма» Жамсо Тумунова, «Баир» Гомбо Цыдынжапова и Аполлона Шадаева, «Отелло» Вильяма Шекспира, «Коварство и любовь» Фридриха Шиллера, «Васса Железнова» Максима Горького, «Падь серебряная» Николая Погодина, «Хозяйка гостиницы» Карло Гольдони.
В 1938 году в Бурятском драматическом театре была поставлена первая национальная музыкальная драма «Баир» (музыка П. Берлинского, текст Г. Цыдынжапова и А. Шадаева). В 1939 году принято постановление о реорганизации национального драматического театра в музыкально-драматический.
В начале 1940-х годов в Бурятском музыкально-драматическом театре проходила подготовка к проведению I Декады бурятской культуры и искусства в Москве. Для показа была создана первая национальная опера «Энхэ Булад батор» (либретто Н. Балдано), музыку написал основатель Свердловской консерватории Маркиан Фролов. Вторым спектаклем декадного репертуара была музыкальная драма «Баир». Третьим спектаклем стала пьеса «Эржэн» Н. Балдано и М. Эделя в постановке Н. Балдано. По итогам Декады театр был награждён орденом Ленина, художественный руководитель театра Гомбожап Цыдынжапов удостоен звания «Народный артист СССР», драматург и режиссёр Намжил Балдано стал «Заслуженным деятелем искусств РСФСР». Звания «Заслуженный артист РСФСР» удостоились Норма Гармаева, Найдан Гендунова, Чойжинима Генинов, Антроп Ильин, Николай Таров. В сезонах военных лет шли возобновлённые спектакли «Баир», «Эржэн», «Энхэ Булад батор». В 1942 году состоялась премьера спектакля «Шёл солдат с фронта» Валентина Катаева в постановке режиссёра Александра Миронского. Тема войны была отражена в спектакле «Снайпер» Гомбожапа Цыдынжапова (1943) — прообразом главного героя был реальный снайпер Великой Отечественной войны Цырен-Даши Доржиев.
В 1945 году состоялась премьера спектакля «Кнут тайши» Хоца Намсараева, в 1948 году — спектакль «Отелло» Вильяма Шекспира. В этом же году происходит разделение музыкально-драматического театра на два самостоятельных коллектива — театр оперы и балета и драматический. В 1950 году организуется Бурятский драматический театр.
Яркими событиями в истории национального театрального искусства послевоенного периода стали премьеры: «Кремлёвские куранты» Николая Погодина в постановке Фёдора Сахирова, «Слуга двух господ» Карло Гольдони, «Горе от ума» Грибоедова. Из произведений национальной драматургии наиболее значительными были: комедия «Будамшуу» Цырена Шагжина (1954), «Первый год» и «Песня весны» Цырена Шагжина (1957), «Барометр показывает бурю» Даширабдана Батожабая (был актёром театра в 1940—1941 годах).
С 1959 года театр носит имя Хоца Намсараева, автора многочисленных пьес, тонкого знатока фольклора, осуществившего литературную обработку и опубликовавшего шедевры древнего народно-поэтического творчества — сказаний-улигэров «Аламжи Мэргэн», «Сагаадай Мэргэн», «Харалтуур хаан». В 2014 году театр отметил 135 лет со дня рождения этого выдающегося человека.
В 1952 году директором был назначен Цырен Балбаров, а главным режиссёром Цырен Шагжин — заслуженный деятель искусств России.
В ноябре 1959 года театр принял участие во II Декаде литературы и искусства Бурятской АССР в Москве. В репертуаре было пять спектаклей — «Горе от ума» Грибоедова, «Тайфун» Цао Юя, «Барометр показывает бурю» Даширабдана Батожабая, «Будамшуу» Цырена Шагжина, «Ровесники» Батомунко Пурбуева
В 1965 году главным режиссёром был назначен Фёдор Сахиров. В 1960-е годы начинается процесс смены актёрских поколений. Постепенно уходят со сцены актёры старшего поколения — Найдан Гендунова, Владимир Халматов, Софья Халтагарова, Юлия Шангина, Цэдэн Дамдинов, Мария Степанова, Сундуп Рабсалов. В 1969 году труппа пополнилась пятнадцатью выпускниками второй Ленинградской студии.
В 1976 и 1983 годах во время гастролей в Москве и Ленинграде были показаны: «Король Лир», «Любовь Яровая» Константина Тренёва, «Сэрэмпэл» Хоца Намсараева, «Песня весны» и «Пылающие джунгли» Цырена Шагжина.
В 1977 году за заслуги в развитии искусства театру было присвоено звание «Академический».
В 1982 году театр переехал в новое здание, на улицу Куйбышева.
Основу труппы театра в разные годы составляли выпускники бурятских студий: СПбГАТИ (бывшего ЛГИТМиК) 1934, 1969, 1988 и 2011 годов выпуска, а также закончившие Дальневосточный институт искусств в 1975 и 1981 годах, и выпускники Восточно-Сибирской академии культуры и искусств.
В начале 2010-х годов в труппу театра входят актёры нескольких поколений, от вчерашних выпускников, до зрелых артистов — выпускников второго поколения Ленинградской студии. В репертуар театра, традиционно, входят спектакли бурятских драматургов, современных авторов и классиков драматургии.
Давняя дружба связывает Бурятский театр с Монголией, в 1971 году в Улан-Удэ проходил фестиваль монгольской драматургии. На сцене театра были показаны три спектакля по пьесам монгольских писателей: комедия Ч. Ойдоба «Далан Худалч», «Пять пальцев руки» Ч. Лодойдамбы и историко-революционная драма Л. Намдага «Ээдрээ». Частые гастроли бурятского театра в Монголию ещё больше скрепляют дружественные отношения. В репертуар бурятского театра вошли такие пьесы монгольских авторов: Сэнгына Эрдэнэ «Хойто наhандаа уулзахабди» («Встретимся в той жизни»), «Эхэ» («Мать») по Дашзэвэгийну Мэндсайхану и др.
Бурятский драматический театр ведёт активную фестивальную жизнь, продвигая свои театральные работы на межрегиональный и международный уровень. В 2002 году на фестивале «Сибирский транзит» спектакль «Чингис-хан» Б. Гаврилова в постановке Цырендоржо Бальжанова был удостоен Диплома первой степени. В 2004 году «Чайка» Антона Чехова в постановке Цырендоржо Бальжанова стал Лауреатом сразу в пяти номинациях.

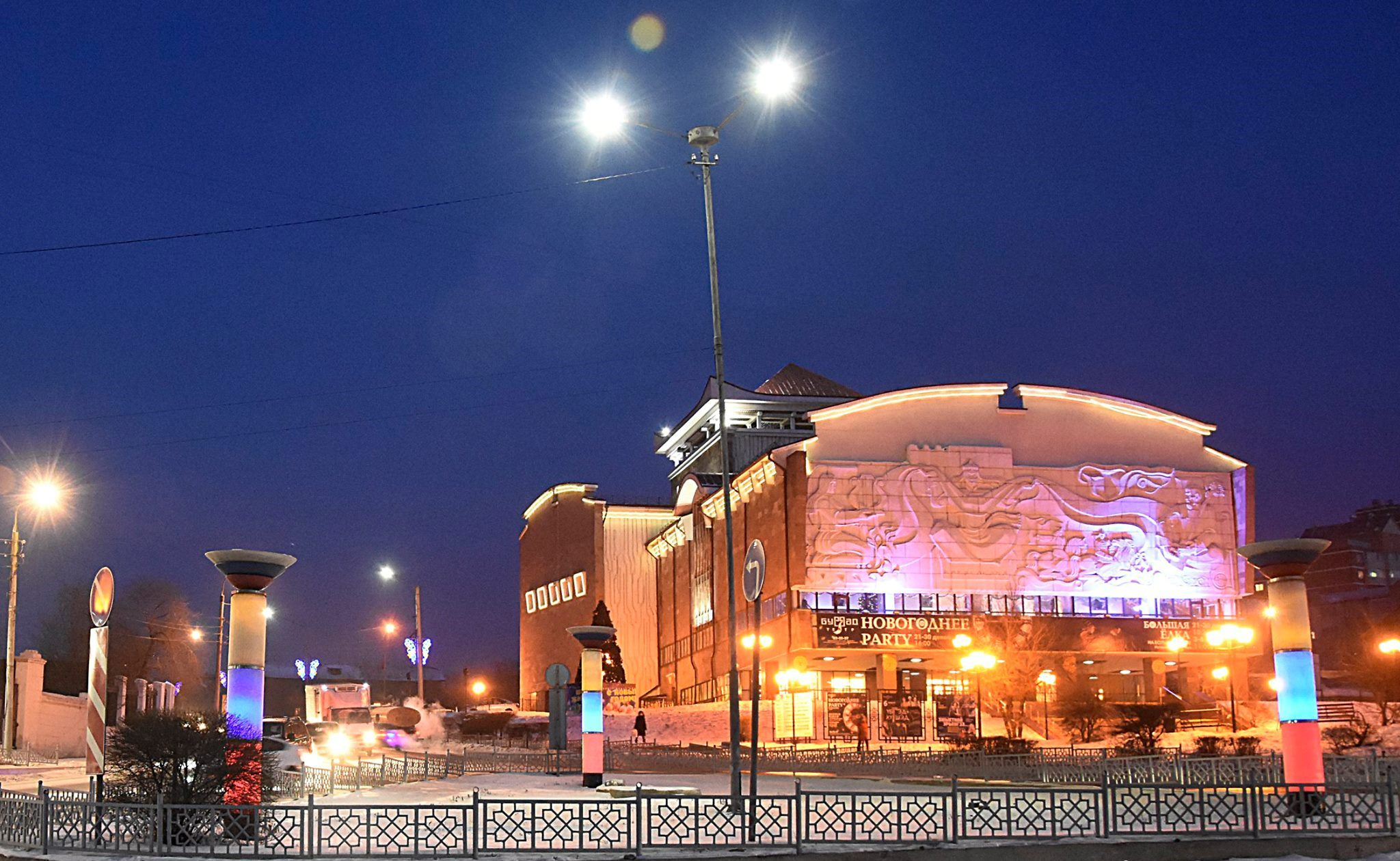
Театр в вечернее время

Музыкальный спектакль «Улейские девушки» Саяна и Эрженэ Жамбаловых, основанный на бурятских легендах и преданиях, прожил долгую и насыщенную фестивальную жизнь, которая началась в 2004 году на Московской международной театральной олимпиаде, в 2008 году спектакль был представлен в белорусском городе Бресте на Международном театральном фестивале «Белая вежа». В этом же году спектакль был представлен на Международном фестивале российского искусства и кино в Ницце.
В 2006 году спектакль «Трёхгрошовая опера» по пьесе Бертольда Брехта в постановке Цырендоржо Бальжанова стал дипломантом фестиваля «Сибирский транзит» в Красноярске.
В 2008 году в Барнауле театр впервые попал на фестиваль «Золотая маска» со спектаклем Олега Юмова «Максар. Степь в крови» по переложению на степные мотивы трагедии Вильяма Шекспира «Макбет».
В 2009 году театр был приглашён в Москву в расширенную программу всероссийской театральной премии «Золотая маска» под названием «Маска плюс» со спектаклем медитацией «Путь к просветлению» в постановке Цырендоржо Бальжанова.
В 2011 году театр, находясь на реконструкции, провёл первый фестиваль национальных театров «Алтан Сэргэ». Спектакль Цырендоржо Бальжанова «Стреноженный век» по пьесе Геннадия Башкуева был удостоен двух премий фестиваля.
В 2013 году художественным руководителем и исполняющим обязанности директора ГБАТД им. Хоца Намсараева назначена Народная артистка Республики Бурятия, Заслуженный работник культуры России Эржена Зугдаровна Жамбалова. С этого момента начинается новый этап в истории театра, его обращение к местному историческому и фольклорному материалу, как основе для создания спектаклей.
«Сегодня мы продолжаем строить театр, уделяя первостепенное значение художественному уровню постановок, созвучных новому дню. Современный национальный театр — это не только отражение жизни народа, осмысление вызова, брошенного ему временем, но и место встречи разных театральных направлений и стратегий. Спустя многие годы бурятский театр по-прежнему хранит в себе дух народа, его память и язык, без которого немыслима нация», — сказала художественный руководитель Буряад театра Эржена Жамбалова в торжественном обращении к зрителям по поводу 85-летия со дня открытия театра.
В 2014 году во второй раз прошёл II Международный фестиваль национальных театров «Алтан Сэргэ», а Специальным гостем фестиваля стал московский Театр имени Е. Б. Вахтангова, который впервые в истории театрального искусства Бурятии показал 8 своих лучших спектаклей. Приезд театра имени Вахтангова стал возможен, благодаря Программе Федерального центра поддержки гастрольной деятельности Министерства культуры России «Большие гастроли. Театральное лето России-2014».

## Труппа театра
- Лариса Егорова — Народная артистка Российской Федерации
- Людмила Дугарова — Народная артистка Российской Федерации
- Марта Зориктуева — Народная артистка Российской Федерации
- Дарима Сангажапова — Заслуженная артистка РСФСР
- Олег Бабуев (1975—2024) — Заслуженный артист Российской Федерации
- Дамбадугар Бочиктоев — Заслуженный артист Российской Федерации
- Чингис Гуруев — Заслуженный артист Российской Федерации
- Должин Тангатова — Заслуженная артистка Российской Федерации
- Баста Цыденов — Народный артист Республики Бурятия
- Зорикто Ринчинов — Народный артист Республики Бурятия
- Саяна Цыдыпова — Народная артистка Республики Бурятия
- Туяна Бальжанова — Народная артистка Республики Бурятия
- Баярто Ендонов — Народный артист Республики Бурятия
- Биликто Дамбаев — Народный артист Республики Бурятия
- Болот Динганорбоев — Народный артист Республики Бурятия
- Цынге Ломбоев — Народный артист Республики Бурятия
- Надежда Мунконова — Народная артистка Республики Бурятия
- Дарима Цыденова (Тулохонова) — Заслуженная артистка Республики Бурятия
- Баир Бадмаев — Народный артист Республики Бурятия
- Любовь Цыдыпова — Заслуженная артистка Республики Бурятия
- Жажан Динганорбоева — Народная артистка Республики Бурятия
- Дарима Лубсанова — Народная артистка Республики Бурятия
- Дарима Гылыкова — Заслуженная артистка Республики Бурятия
- Солбон Субботин — Заслуженный артист Республики Бурятия
- Галина Галсанова — Заслуженная артистка Республики Бурятия
- Солбон Ендонов
- Зорикто Цыбендоржиев
- Чимит Дондоков
- Дашинима Доржиев
- Алексей Михайлов
- Баир Протасов
- Ольга Ранжилова
- Людмила Тугутова
- Виктор Жалсанов
- Ада Ошорова
- Алдар Базаров
- Номин Цыренжапова
- Янжина Ринчинова
- Аягма Самбилова
- Булат Доржиев
- Дахалэ Жамбалов
- Арюна Цыденова
- Бальжан Арданабазарова
- Игорь Раднаев
- Раиса Бадмаева
- Булат Буралов

## Художественная часть

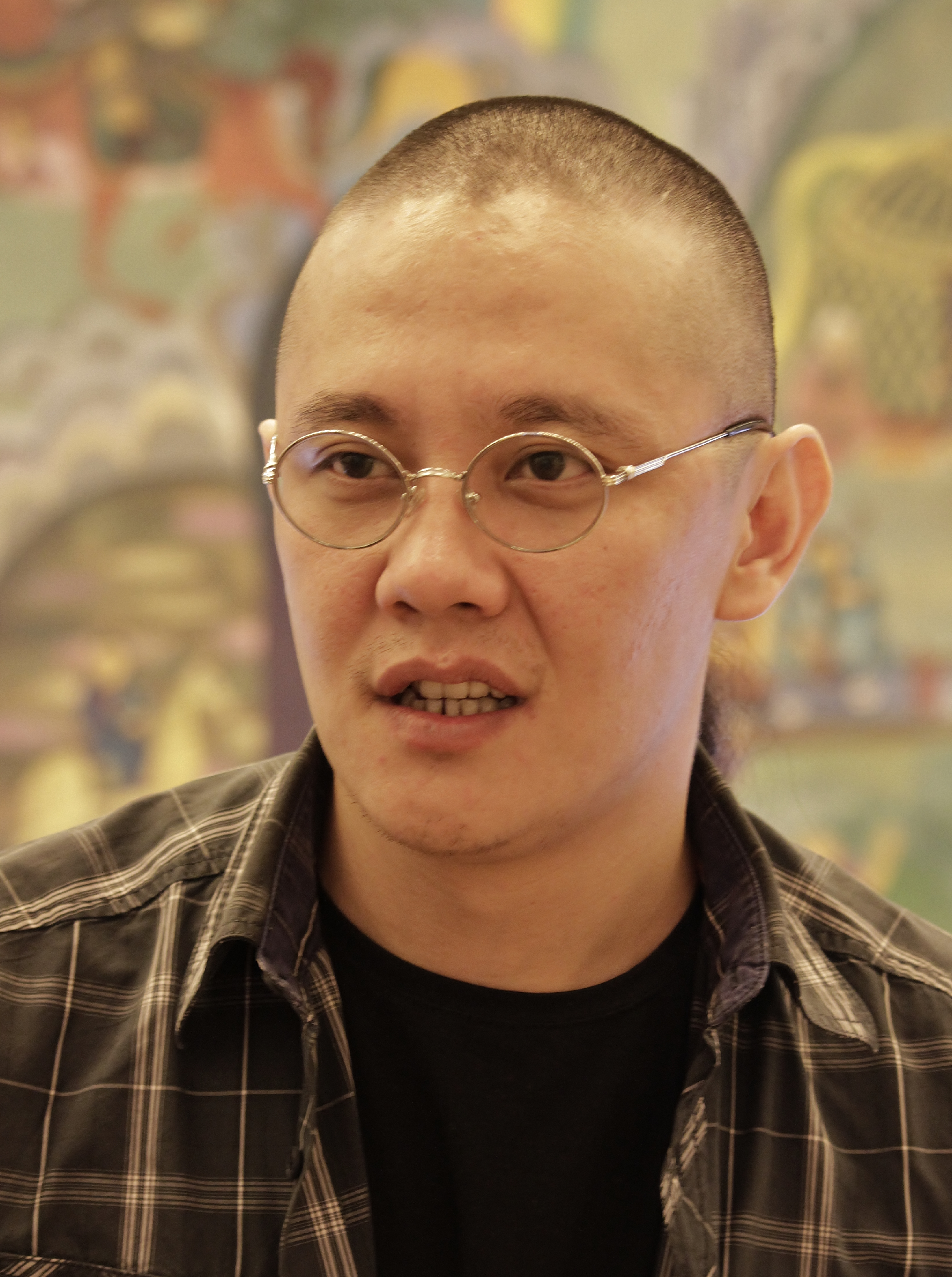
Художественный руководитель Олег Юмов

- Олег Юмов — художественный руководитель
- Юрий Норбоев — заведующий художественно-постановочной частью
- Наталья Никитина — заведующая бутафорским цехом
- Сергей Тумунов — заведующий художественным цехом
- Долгорма Дубчинова — заведующая костюмерным цехом
- Анна Кушеева — заведующая пошивочным цехом
- Баярма Базарсадаева — заведующая гримерным цехом
- Галина Жаргалова — заведующая реквизиторским цехом
- Баир Норбоев — заведующий столярным цехом
- Балдан Цыдыпов — заведующий монтировочным цехом
- Жаргал Раднаев — заведующий электроцехом
- Доржо Шагдуров — заведующий радио цехом
- Валентина Бабуева — заведующая музеем театра
- Дабацу Юндунова — диктор синхронного перевода, заслуженная артистка Бурятии
- Жажан Динганорбоева — заведующий труппой
- Дарима Дамдинова — помощник режиссёра
- Елена Дамбаева — помощник режиссёра
- Саян Жамбалов — режиссёр
- Сойжин Жамбалова — режиссёр
- Виктор Жалсанов — режиссёр

## Репертуар

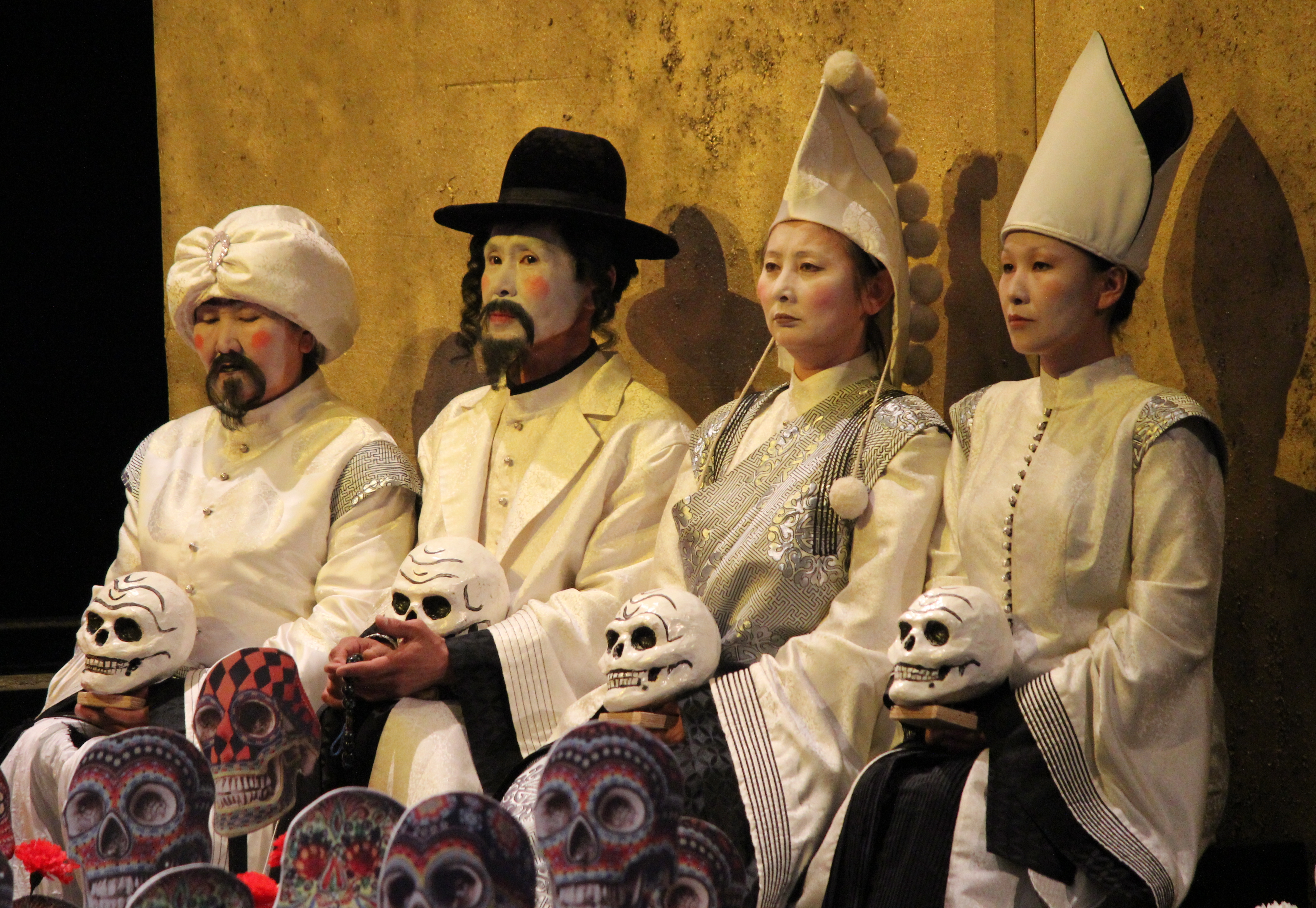
Спектакль «Турандот» в постановке Олега Юмова

В 2013 был поставлен спектакль «Недоразумение», режиссёр-постановщик — Кшиштоф Занусси, художник-постановщик — Павел Павлов.
В 2013 году вышла обновленная версия спектакля «Yлеэн басагад» («Улейские девушки»), режиссёры-постановщики — Саян Жамбалов, Эржена Жамбалова, Джемма Баторова, художник-постановщик — Евгения Будажапова, режиссёр по пластике — Игорь Григурко.
Также в декабре был поставлен спектакль «Золушка», режиссёр-постановщик Джемма Баторова
В 2014 году вышли спектакли:
- «Зүhэниинь харашьеhаа, зүрхэниинь улаан» («Пышка»), режиссёр-постановщик — Елизавета Бондарь, художник-постановщик — Елена Сенатова. Премьера состоялась 18-19 марта.
- «Наһанай намар» («Августовские киты»), режиссёр-постановщик — Юрий Квятковский, художник-постановщик — Анна Шаронова. Премьера состоялась 25 марта.
- «Старик и море», режиссёр-постановщик — Олег Юмов, художник — Мария Вольская. Премьера состоялась 14 мая.
- «Манкурт», режиссёр-постановщик и автор драматургической композиции — Олег Юмов поставил спектакль по отрывку из романа Чингиза Айтматова «И дольше века длится день». Премьера состоялась 21-22 мая.
- «Үнгэрhэн сагай hэбшээн» («Ветер минувших времен») режиссёр-постановщик — Саян Жамбалов, композитор — Сойжин Жамбалова, художник по костюмам — Елена Сотнева. Премьера состоялась 17-18 октября. В 2015 году спектакль вошел в лонг-лист Российской национальной премии «Золотая маска» и стал победителем Международного театрального фестиваля «Гэгээн Муза» в номинациях «Лучший режиссёр» (Саян Жамбалов) и «Лучшая мужская роль» (Баярто Ендонов). 7 ноября 2016 года спектакль был показан на Новой сцене Театра имени Евгения Вахтангова.
- «Гамлет», режиссёр-постановщик, художник-постановщик — заслуженный деятель искусств РФ, заслуженный работник культуры РФ Джемма Баторова, художник по костюмам — Елена Демидова, перевод на бурятский язык — Цырен-Дулма Дондогой. Премьера спектакля состоялась 14 ноября.
- «Маугли», режиссёр-постановщик — Сойжин Жамбалова, художник — Ольга Крупатина, композиторы — Анастасия Дружинина, Сойжин Жамбалова. Премьера спектакля состоялась 19 декабря.

В 2015 году вышли спектакли:
- «Ромео и Джульетта», режиссёр-постановщик — Сойжин Жамбалова, художник-постановщик — Геннадий Скоморохов, художник по костюмам — Анастасия Шенталинская, музыкальное оформление — Анастасия Дружинина, Сойжин Жамбалова. Премьера спектакля состоялась 2 апреля. Весной 2016 года спектакль был отмечен на Международном театральном фестивале «Гэгээн Муза» за «Лучшее музыкальное оформление», осенью стал победителем III Международного фестиваля национальных театров «Алтан Сэргэ» в номинациях «Лучший спектакль» и «Лучшая женская роль» (Ольга Ранжилова). 8 ноября 2016 года спектакль был показан на Новой сцене Театра имени Евгения Вахтангова.
- «Убгэд + Хугшэд» («Старики + старушки»), режиссёр-постановщик, художественное и музыкальное оформление — Сойжин Жамбалова. Премьера спектакля состоялась в сентябре.
- «Шэнхинүүр шулуунууд» («Поющие камни»), режиссёры-постановщики — Саян Жамбалов, Сойжин Жамбалова, художник- постановщик и художник по костюмам — Геннадий Скоморохов, композитор — Сойжин Жамбалова. Премьера спектакля состоялась в ноябре. В 2016 году спектакль вошел в лонг-лист Российской национальной премии «Золотая маска». Премьера спектакля состоялась в ноябре.
- «Кто принцессу поцелует», режиссёр-постановщик Джемма Баторова. Премьера спектакля состоялась в декабре.

В 2016 году вышли спектакли:
- «Ухаанда орошогyй ушар» («Метранпаж»), режиссёр-постановщик — Джемма Баторова, художник — Антон Болкунов, художник по костюмам — Аяна Цыдыпова. Премьера спектакля состоялась в марте.
- «Булжамууртын Орон» («Когда падают горы»), режиссёр-постановщик — Саян Жамбалов, режиссёр по пластике — Игорь Григурко, художник-постановщик — Геннадий Скоморохов, художник по костюмам — Надежда Чехович, композитор — Сойжин Жамбалова. Премьера спектакля состоялась в июне. В 2016 году спектакль вошел в лонг-лист Российской национальной премии «Золотая маска».
- «Наадан» («Игрок»), режиссёр-постановщик Владимир Бочаров, хореограф-постановщик Мария Сиукаева. Премьера спектакля состоялась в сентябре.
- «Полёт. Бильчирская история», режиссёр-постановщик, композитор — Сойжин Жамбалова, художник-сценограф — Ольга Крупатина, хореограф-постановщик — Мария Сиукаева, музыкальное оформление — Баатар Батзориг. Премьера спектакля состоялась в октябре.
- «Принцесса на горошине», режиссёр-постановщик Виктор Жалсанов. Премьера спектакля состоялась в декабре.

Спектакли 2017 года:
- «Смотритель», режиссёр-постановщик — Сойжин Жамбалова, художник-постановщик, художник по костюмам — Надежда Скоморохова, музыкальное оформление — Баатар Батзориг, Анастасия Дружинина, Дахалэ Жамбалов. Премьера спектакля состоялась 14-15 февраля.
- «Аба эжын ургынууд», (Не оставляй, мама") режиссёр-постановщик — Ильсур Казакбаев, художник-постановщик — Альберт Нестеров, музыкальное оформление — Ильшат Яхин. Премьера спектакля состоялась 14-15 апреля.
- «Земля Эльзы», режиссёр-постановщик — Тадас Монтримас, художник-постановщик — Кристина Войцеховская, композитор — Анджей Пэтрас. Премьера спектакля состоялась 21-22 июня.
- «Эжыетнай эрьенгээ», режиссёр-постановщик Баярма Жалцанова, художник-постановщик — Анна Бубнова
- «Хүлэр түмэрэй амисхал», режиссёр-постановщик Сойжин Жамбалова, художники: Геннадий Скоморохов, Надежда Скоморохова, хореограф: Мария Сиукаева. Премьера спектакля состоялась 14-15 октября.
- «Алдар. 9 секунд», режиссёр-постановщик Саян Жамбалов, художник- постановщик Ольга Богатищева, композитор Сойжин Ендонова, хореограф — Мария Сиукаева, видеохудожник Алексей Береснев. Премьера спектакля состоялась 29-30 ноября.
- «Не совсем старая сказка», режиссёр-постановщик Виктор Жалсанов. Премьера спектакля в декабре.